# Дяченко Олександр Юрійович
Олекса́ндр Ю́рійович Дяче́нко (17 жовтня 1976 — 30 липня 2014) — боєць Добровольчого українського корпусу «Правий сектор».

## Життєпис
Народився 1976 року в Запоріжжі. Створив родину; проживав у своєму місті.
Активно брав участь у справах запорізького Євромайдану. Вступив до лав «Правого сектору» на початку лютого 2014 року; разом із представниками інших патріотичних сил охороняв порядок у Запоріжжі. З побратимами самостійно екіпірувалися, придбали бронежилети, прилади нічного бачення та інші необхідні речі.
29 липня 2014-го разом із 10 товаришами з «Правого сектору» добровільно вирушив в зону боїв; Олександр координував стрілків.
30 липня 2014 року о 4-й ранку загинув від пострілу снайпера біля села Піски (Ясинуватський район) під Донецьком. Того дня бій тривав 6—7 годин за 600 метрів від блокпоста терористів. З поля бою побратими вивезли його та ще трьох поранених на «броні»; Олександр був у бронежилеті, який його не врятував.
Похований у Запоріжжі на Осипенківському кладовищі. Залишилась дружина та син 2006 р.н.

## Нагороди
- Нагороджений відзнакою ДУК ПС «Бойовий Хрест Корпусу» (грудень 2018; посмертно)[2];
- В 2021 році був нагороджений орденом «За мужність» III ступеня (посмертно)[3].
- орденом «За заслуги перед Запорізьким краєм» III ступеня (червень 2017; посмертно)[4].